# Хотмыжск (Грайворонский район)
Хотмы́жск — посёлок в составе Головчинского сельского поселения Грайворонского района Белгородской области России.
Расположен при ж.-д. станции Хотмыжск (на линии Готня − Харьков) на левом берегу реки Лозовая в 2 км к югу от Головчино, в 11 км к востоку от Грайворона и в 54 км к западу от Белгорода.

## История
В 1941 году вошёл в состав Грайворонского района Курской области (с 1954 года Белгородской области).
С 1976 года по 1991 год посёлок входил в состав Борисовского района Белгородской области. После распада СССР снова вошёл в состав Грайворонского района.

## Население
| 2002 | 2010 |
| ---- | ---- |
| 516  | ↘500 |

## Экономика
- Асфальтовый завод